# Пино д'Асти
Пино д'Асти (итал. Pino d'Asti) је насеље у Италији у округу Асти, региону Пијемонт.
Према процени из 2011. у насељу је живело 211 становника. Насеље се налази на надморској висини од 388 м.

## Становништво
Према резултатима пописа становништва 2011. у општини је живело 221 становника.
| 1936. | 1951. | 1961. | 1971. | 1981. | 1991. | 2001. | 2011. |
| ----- | ----- | ----- | ----- | ----- | ----- | ----- | ----- |
| 441   | 361   | 283   | 258   | 210   | 189   | 226   | 221   |